# Улан-Хото
Улан-Хото (монг. , Ulaγanqota, красный город; кит. упр. 乌兰浩特, пиньинь Wūlánhàotè) — городской уезд аймака Хинган автономного района Внутренняя Монголия (КНР). Здесь размещается правительство аймака.

## История
Историческое название — Ванъемяо (кит. трад. 王爺廟, упр. 王爷庙) — в переводе означает «Княжеская кумирня». Оно связано с тем, что во времена империи Цин в этих местах правивший хошуном Хорчин-Юицяньци удельный князь Орчин возвёл кумирню предков.
В 1932 году северо-восточный Китай был захвачен японцами, создавшими марионеточное государство Маньчжоу-го, и эти земли вошли в состав его провинции Синъань. После того, как в августе 1945 года оно было уничтожено советскими и монгольскими войсками, представители проживавших в провинции Синъань монголов в октябре 1945 года отправились в Улан-Батор с предложением о присоединении населённых монголами территорий к Монгольской народной республике, но получили отказ. В ноябре они встретились в Шэньяне с представителями Северо-Восточного бюро КПК, в результате чего было решено создать автономию, которая могла бы потом объединиться с прочими автономными правительствами населённых монголами земель Китая.
16 января 1946 года в Ванъемяо состоялся Съезд Народных представителей Восточной Монголии, который избрал Народное автономное правительство Восточной Монголии. Впоследствии оно самораспустилось, влившись в Объединённое собрание движения за автономию Внутренней Монголии. 23 апреля 1947 года в Ванъемяо состоялось Собрание народных представителей Внутренней Монголии, которое 1 мая 1947 года избрало Автономное правительство Внутренней Монголии во главе с Уланьфу. В декабре 1947 года Ванъемяо, бывший местом пребывания Автономного правительства, был выделен из состава Хорчин-Юицяньци и переименован в Улан-Хото. Он был столицей Внутренней Монголии до декабря 1949 года.
В 1958 году автономный статус Улан-Хото был ликвидирован, и он вновь стал частью Хорчин-Юицяньци. 26 июля 1980 года постановлением Госсовета КНР был создан городской уезд Улан-Хото.

## Административное деление
Городской уезд Улан-Хото делится на 8 уличных комитетов и 4 посёлка.

## Экономика

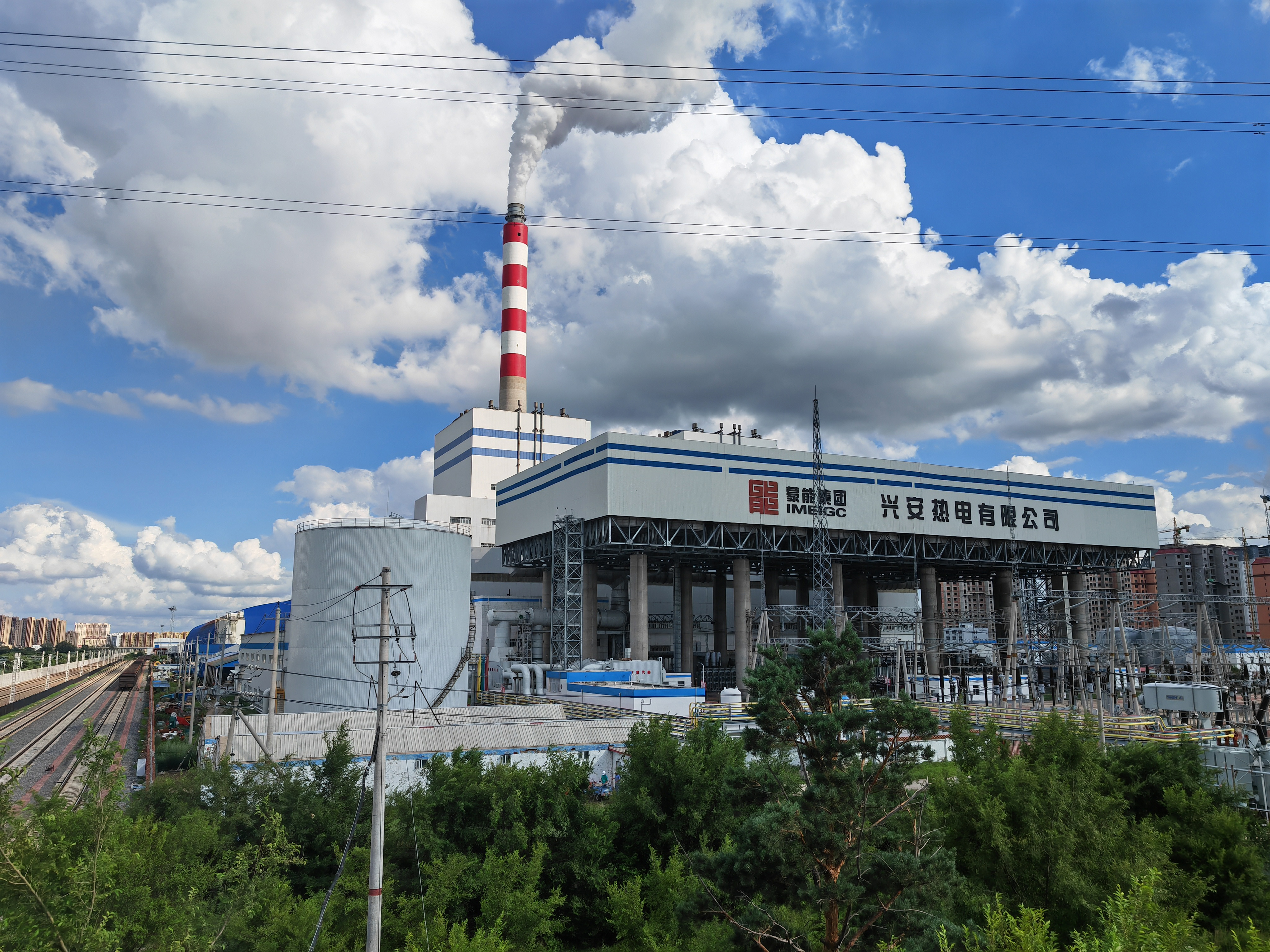
Теплоэлектростанция

В Улан-Хото расположены фермы и молочный завод компании China Mengniu Dairy.

## Транспорт

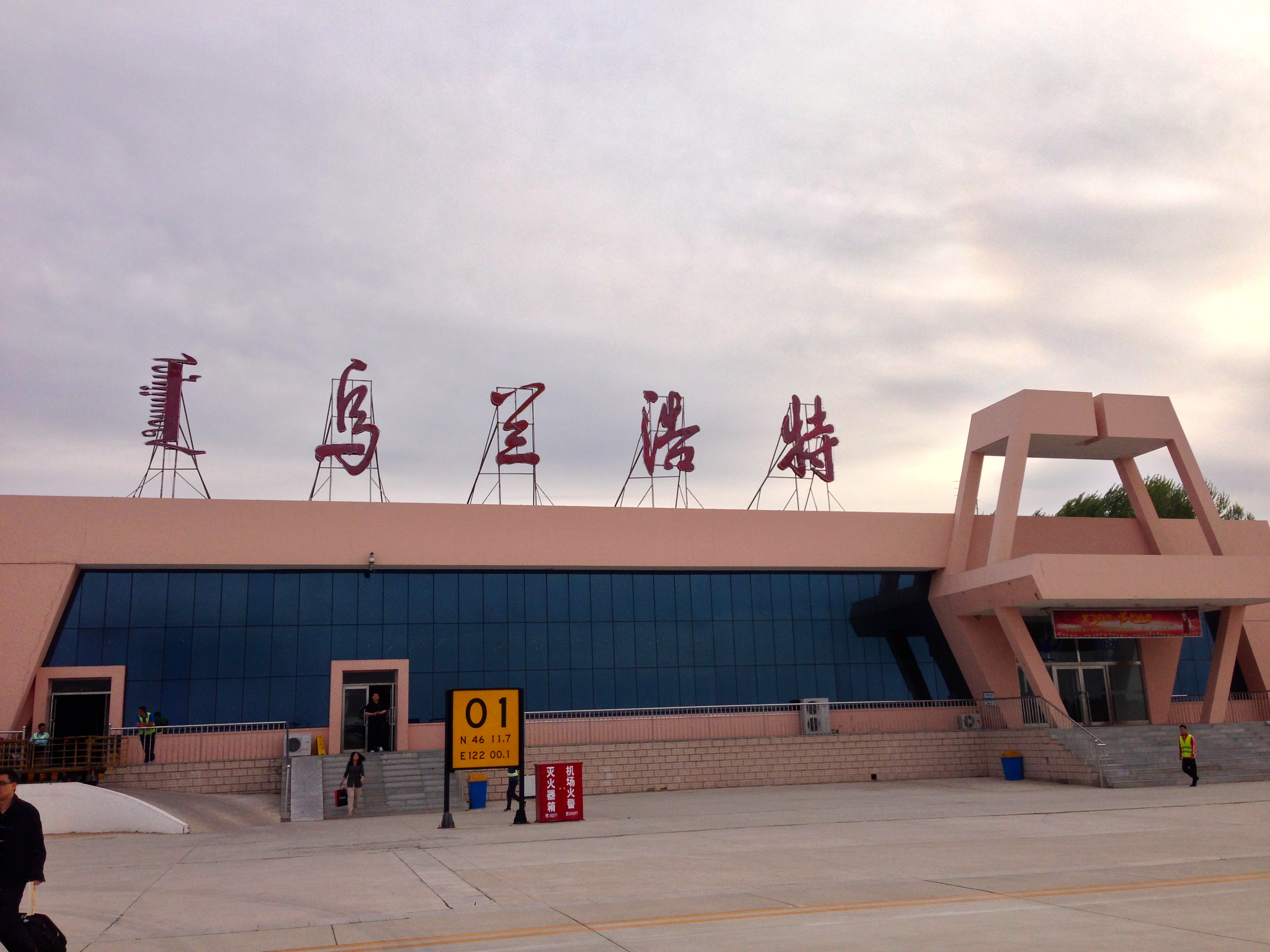
Терминал аэропорта

Уезд связан с Байчэном по трансманьчжурской железной дороге, проходящей через перевал к югу от Улан-Хото. Здесь так же есть сеть автодорог. 
Аэропорт Улан-Хото (код ИКАО ZBUL, код ИАТА HLH) принимает рейсы компаний Air China и Hainan Airlines, которые связывают город с аэропортом Пекин Столичный.

## Достопримечательности
Неподалёку находится могила времен империи Юань и храм, посвященный Чингисхану. Храм был построен в 1940 году. В 2002 году он получил средства для расширения.